# 王人达
王人达（1900年—1957年）又作王仁达，湖南浏阳人。中国共产党早期党员。

## 生平
王人达早年留法勤工俭学。1920年2月，在巴黎的中国留法勤工俭学学生组织了“勤工俭学励进会”（简称“工学励进会”），参加成立会的有李维汉、李富春、张昆弟、任理、李林、贺果、张增益等人，随后在蒙达尼的罗学瓒也加入。1920年8月，“工学励进会”更名为“工学世界社”，社员发展到30余多人。鉴于“工学主义”是工学世界社社员中的普遍倾向，李维汉乃与蔡和森商定召集所有社员到蒙达尼开会，请蔡和森出席并参与讨论。约在1920年9月、10月间，工学世界社开会三天，在蒙达尼的新民学会会员也大多参加。会上多数社员赞成以信仰马克思主义并实行俄国式社会革命为工学世界社宗旨。出席会议的社员有：李富春、张昆弟、李维汉、罗学瓒、贺果、李林、颜昌颐、张增益、任理、萧子障、唐灵运、陈绍常、傅烈、王人达、侯昌国、郑延谷、郭春涛、欧阳钦、汪泽楷、刘明俨、萧拔、尹宽、薛世伦、成湘等30多人。1922年，王人达参加中国社会主义青年团，1924年参加中国共产党。
后来，王人达长期在苏联工作。1964年，广州市政协副主席饶卫华讲述了他1926年11月以后被派到苏联莫斯科东方大学学习后的见闻：
我到莫斯科时，记得最初的旅莫支部书记是王仁达同志；以后王调到共产国际东方部工作，便由武胡景接替。支部委员还有其他由中国去的工人同志。中国共青团也有团的旅莫支部。当时团支部负责人为刘琨（即赵毅敏）同志，支委有罗世文、曾涌泉等同志。党的旅莫支部的领导对培养中国党的干部起过很重要作用。支部负责人多是1923一一24年去莫斯的。但后来支部被少数有宗派思想的人所把持，他们对谁应该继续留在莫斯科、谁应该回国，都是由他们的喜爱来决定。武胡景任旅莫支部书记时，成为小宗派活动的头子。在1927年的一年，支部闹得很不团结，学校的领导和苏联党支部的领导亦弄得没有办法处理，最后把武胡景撤换了。
此后，王人达成为格别乌工作人员。中国共产党党员、列宁学院学生马员生因参与党内托洛茨基反对派活动而被格别乌逮捕。在正式逮捕之前交代情况时，王人达给马员生当翻译，并替审讯人员和马员生买了晚饭。马员生认识王人达，此前也听说王人达在格别乌任工作人员。王人达与师哲同在格别乌长期共事。在苏联大清洗中，王人达被逮捕关押，后遭到流放。
1950年代，师哲陪中共领导人到苏联，寻获王人达下落。1957年，王人达回到中国，同年在北京病逝，享年57岁。